# Де Эстебан, Сильвия
Си́львия Де Эстеба́н Ниубо (исп. Silvia de Esteban Niubo; род. 1 декабря 1971, Санта-Крус-де-Тенерифе) — испанская модель, актриса и телеведущая. Победительница конкурса красоты «Мисс Интернешнл 1990».

## Биография
Родилась 1 декабря 1971 года в Санта-Крус-де-Тенерифе на Тенерифе.
Начала карьеру модели в возрасте 16 лет, когда приняла участие на конкурсе красоты «Мисс Тенерифе». В 1989 году приняла участие на «Мисс Испания», где получила специальные награды «Мисс Конгениальность» и «Мисс Элегантность». В том же году Сильвия переехала в Мадрид и стала работать моделью в различных агентствах и у дизайнеров. 
16 сентября 1990 года 19-летняя Сильвия Де Эстебан выиграла международный конкурс «Мисс Интернешнл 1990». Она стала второй представительницей Испании после Пилар Медины, которая выиграла «Мисс Интернешнл» в 1977 году. В это же время она работала ведущей детской программы на испанском телевидении.
Сильвия Де Эстебан работала актрисой, она снималась в фильмах и сериалах, таких как «Танцы под звёздами» и «Без бюста нет рая». В 2013 году переехала в Майами, где продолжила карьеру актрисы. В 2017 году Де Эстебан получила награду за лучшую главную женскую роль в мюзикле «Семейка Аддамс». В 2018 году она была признана лучшей актрисой на фестивале LGBTQ Scene Festival за роль в спектакле «Тэмми и Микки». Она также писала и ставила пьесы для театра, первая из которых «Приношение» была написана на английском языке.